# 小悪魔agehaのモデル一覧
小悪魔agehaのモデル一覧（こあくまアゲハのモデルいちらん）は、女性ファッション雑誌『小悪魔ageha』に登場してきたモデルの一覧。

## あ行
愛内心愛（あいうち ここあ、1991年12月24日 - ）
読者モデル。神奈川県秦野市出身。町田（レッドシューズ）→新宿歌舞伎町（ファルファーラ）のキャバクラ嬢。かつてポップティーンでのモデル時代は本名の室岡美咲（むろおか みさき）として活動していた。
愛川もも（あいかわ もも、1984年3月12日 - ）
埼玉県出身。初版号から登場し、のちには姉妹誌『姉ageha』にも登場。起業（2009年）を経て、商品開発や店舗プロデュースなど幅広い活動を見せてきた。
新宿歌舞伎町のキャバクラ『ディアレスト』の上級嬢であった当時の2008年には、同じく新宿歌舞伎町の各キャバクラ店に勤務する6名とともに音楽グループ『キャバ☆トラ 7 Stars』を結成。全21楽曲のコンピレーション盤『キャバトラ』を発売するなどしている。
愛沢えみり（あいざわ えみり、1988年9月1日 - ）
専属（2012年11月号より）。新宿歌舞伎町の『ジェントルマンズクラブ』に週6日勤務するキャバクラ嬢。23歳当時の2011年10月に発売された同年11月号で初登場。同号では初登場ながら3ページにわたっての特集を受けた。
18歳で六本木のキャバクラ嬢となり20歳で歌舞伎町へ。2012年にはひと月あたりの出費総額が『age嬢一の“お値段”』として話題にのぼるなどしている。

青木美沙子（あおき みさこ、生年月日不詳）
2014年1月号に初登場。千葉県出身。『KERA』、『Gothic＆Lolita Bible』のロリータ・ファッション読者モデル、タレント、看護師。

青木りえ（あおき りえ、 4月18日広島県出身）
広島の大学在学中にスカウトされモデル業をはじめ小悪魔agehaモデルとなる。広島県観光大使を勤めていた。初版号から姉妹誌『姉ageha』にも登場。現在はルームウェアブランドを立ち上げている。
あきち（1989年1月20日 - ）
読者モデル。神奈川県出身。2006年6月号で初登場。コンパニオンのアルバイトと並行。

朝倉さくら（あさくら さくら、生年不詳11月10日 - ）
福岡県出身。読者モデル。CDの発売やライブなどの音楽活動もあり。

鮎川りな（あゆかわ りな、1981年12月27日 - ）
専属。兵庫県出身。新宿歌舞伎町のキャバクラ嬢。タレント活動もあり。

荒木さやか（あらき さやか、1984年12月22日 - ）
専属（2011年3月号まで）。京都府出身。東京新宿歌舞伎町のキャバクラに勤務していたときに編集部からスカウトを受け2005年から登場を開始。のちDJやファッションブランド経営者としても活動。
2011年2月発売の3月号をもって卒業。同時に姉妹誌『姉ageha』に移籍している。

飯沼ももこ（いいぬま ももこ、1985年4月2日 - ）
読者モデル。長野県出身。
ほかにも『Sweet』や『BETTY』などへの露出、様々なファッションブランドの仕事などで活動。
『BETTY』では創刊号から2011年7月発売の第13号までレギュラーモデルを担った。出産を経て子持ちとなっている。

家村マリエ（いえむら マリエ、1986年10月30日 - ）
読者モデル。石川県出身。
2008年から登場開始。元キャバクラ嬢で、その時期に稼いだ資金を元手に飲食店を開業。実業家として注目を集めるようにもなった。姉妹誌『姉ageha』にも登場。

一条ありさ（いちじょう ありさ、1985年9月22日 - ）
読者モデル。北海道出身。
キャバクラ嬢。かつては“野本沙弥香”名義でティーン誌などに読者モデルとして露出していた。年収は3000万円以上で、その収入の8割はブランド品の購入に当てているという。
一条京香（いちじょう きょうか、1989年7月12日 - ）
読者モデル。東京都出身。新宿歌舞伎町のキャバクラ嬢。
伊藤桃々（いとう もも、2000年12月16日、もも）

浦西ひかる（うらにし ひかる、2000年9月10日、ひかる）
ポーカーハウスオーナー

漆原かな（うるしはら かな、1988年4月11日 - ）
読者モデル、以前は『BETTY』の専属モデルとして活動。“かなたん”の愛称がある。
遠藤彩香（えんどう あやか、1988年1月20日 - ）
福島のキャバクラ嬢。20歳での『獄中結婚』が話題となったことがある。
桜咲姫奈（おうさき ひめな、1987年6月23日 - ）
読者モデル。東京都出身。キャバクラ嬢とアパレルブランド『MA*RS』の渋谷109内店舗の店員を兼務。2012年6月発売の7月号にて結婚および妊娠の旨を発表。元一重まぶた。“なめひ”の愛称がある。
大賀紗弥（おおが さや、2000年9月19日、ぴょな）
おりもあい（1988年11月12日 - ）
読者モデル。群馬県出身および在住。本業はOLで、ブロガー活動も注目を集める。

## か行
かおりんご（1993年1月19日 - ）
大阪府出身のロリータ大学生。2011年頃に初登場。
神子島みか（かごしま みか、1986年5月17日 - ）
読者モデル。東京都出身。JAFA級ライセンスの保持者であり、本業はレーサー。タレント活動もあり。

上ノ宮絵理沙（かみのみや えりさ、1985年3月1日 - ）
専属（元）。東京都出身。2006年の創刊時から誌面に登場し、誌面を去ってのちもモデル活動を継続。
過激な内容の記事の投稿で自身のブログを炎上させてきたことから“炎上クイーン”の異名を持つに至り、同名のエッセイも発売。ほか『BETTY』誌上への露出やファッションブランドを手掛けるなどの活動もあり。

神河ひかり（かみかわ ひかり、1984年2月18日 - ）
群馬県出身。OLを経て東京六本木のキャバクラ勤務。
2009年に結婚、2011年に第一子を出産。
貴咲愛鈴（きさき あいり、1987年12月12日 - ）
読者モデル。広島県出身。既婚で子持ちの元キャバクラ嬢。2010年5月から産休に入り同年11月に復帰している。
きんきら☆きん（1985年1月22日 - ）
滋賀県出身。創刊時の編集部員であったものの、のちにモデルとしての登場を開始。『デコリスト』（デコレーションの達人）として飛躍的に知名度を上昇させた。デコレーションショップ『L'avisme』を発起。『小悪魔ageha』登場モデルのデコグッズの多くを手掛けてきた。

黒瀧まりあ（くろたき まりあ、1991年2月12日 - ）
専属。北海道出身。
2009年より専属。東京ガールズコレクションやテレビドラマへの出演もあり。

けいこ（1984年3月10日 - ）
“けいこ” こと 三添 桂子（みぞえ けいこ）
滋賀県出身。ファッションブランド『ジーザスディアマンテ』のカリスマ店長として様々なメディアに登場。2009年11月号より休養入りして誌面から去り、結婚、出産、帰郷を経て、姉妹誌『姉ageha』へ移行。

幸田えりか（こうだ えりか、1989年5月1日 - ）
読者モデル。神奈川県出身。“ERICA”の別名あり。ほかにも『egg』、『JELLY』、『Popteen』のモデルを務めた。

## さ行
さおりにゃ（1991年9月4日 - ）
青森県出身、同県五所川原市在住、同市内の飲み屋街『川端』のスナックに勤務。2012年10月号の巻頭企画で桜井莉菜に扮して初登場。続く11月号の時点で夜職3年目。
桜井莉菜（さくらい りな、1983年4月13日 - ）
2007年から専属。大阪府出身。それ以前にも雑誌の読者モデル活動を行っていた。歌手や女優としても活動。 地元大阪ではOL。

鈴木えりか（すずき えりか、1991年4月14日 - ）
読者モデル。静岡県出身。浜松のキャバクラ嬢。
純恋（すみれ、1987年7月28日 - 2009年6月10日）
岩手県出身。仙台のキャバクラ嬢として誌面に登場。2009年に脳出血で急逝。享年21。慈善ボランティア活動を積極的に行っていたことが死後に注目の的となった。

聖菜（せいな、2002年3月18日 - ）
2023年から専属。神奈川県出身。それ以前にもeggの専属モデルを行っていた。

## た行
高澤凪（たかざわ なぎ、2002年2月20日 - 、なぎ）
元eggモデル
滝沢麗奈（たきざわ れいな、1987年8月3日 - ）
北海道登別出身のキャバクラ嬢。19歳で夜職に入り1年と9ヶ月間をすすきののキャバクラに勤務。2008年の暮れに上京し歌舞伎町のキャバクラ嬢となった。
谷口愛理（たにぐち あいり、1999年3月14日 - 、あーりん）
CLUB LULU勤務。
椿姫彩菜（つばき あやな、1984年7月15日 - ）
専属。埼玉県出身。青山学院大学に通う男子校出身のニューハーフとして誌面に登場。2006年から登場し始め、自叙伝を出して注目を集めた2008年頃からはタレントとしてバラエティ番組への露出が増加。のちには桃華絵里やきんきら☆きんとともに新創刊ギャル誌『EDGE STYLE』のモデルともなっている。

とっち（生年非公開12月31日 - ）
読者モデル。大阪府出身、在住。2006年頃に初登場。聴覚障害の持ち主で生まれながらに耳が聞こえず、口話も苦手とすることから、会話は全て筆談またはメールで行う。
コスプレ活動を行うことなどから、あきちと並んで“ヲタ系age嬢”と評されてもいる。本業はOL。

## な行
奈々子（ななこ、1986年5月2日 - ）
読者モデル。愛知県出身。名古屋で自ら発起したブランド『La Pafait』の店舗の店員を務めた。 のちにはこのブランドの新たな実店舗を東京にもオープンさせている。

なみ（1986年3月10日 - ）
読者モデル。熊本県出身。
夜職引退後の2010年2月に結婚。相手は広告代理店に勤務する同い年の男性で、2年の交際期間と5ヶ月の婚約期間を経ての入籍であったという。
西山りほ（にしやま りほ、1986年5月28日 - ）
レギュラーモデル。三重県出身。
橋本病を患っている。
ねむ（1987年5月1日 - ）
長野県出身。2000年代中盤頃まで『Ranzuki』や『egg』、『Happie nuts』などの雑誌に登場。ナッツ誌では1年間にわたり専属モデルを担った（2005年〜2006年）。のち『小悪魔ageha』に登場。2009年の10月号までレギュラーモデルを担った。
アゲハ卒業後、ブランド『DEEP CIRCUS』のプロデュース業などで活動していた当時の2010年3月に“エミカ”への改名を発表。改名後にはナッツ誌の舘谷恵利子らとともに音楽製作グループ『QUISS』を発起するなどしている。
のりりん（1986年5月9日 - ）
兵庫県出身。白石桔梗および白石乃梨名義でシンガーソングライターとして活動。その後は自身がプロデュースする女性5人組ヴォーカルユニット「Caos Caos Caos」のヴォーカルおよびダンサーとして活動中。

## は行
早川沙世（はやかわ さよ、1983年5月23日 - ）
専属（2011年7月号まで）。福岡県出身。中洲→六本木→銀座→歌舞伎町→六本木のキャバクラ嬢。2010年に夜職引退。姉妹誌『姉ageha』の専属モデルに移行した。経営者としても活動。

原崎嘉夏（はらさき よしか、1985年6月27日 - ）
読者モデル。静岡県出身。事務のパートと夜の仕事を掛け持ちしつつ登場。
2011年8月に第二子の妊娠を発表。同時に誌面への露出を休止。そしてその翌2012年4月に引退を表明した。
林花希（はやし はなき、2003年11月30日 - 、はなき）
姫崎クレア（ひめさき クレア、1987年8月2日 - ）
読者モデル。兵庫県出身。
2007年より登場開始。大阪のキャバクラ嬢。
藤ヶ森めぐ（ふじがもり めぐ、1988年9月17日 - ）
専属（2011年7月号より）。千葉県出身、京都府在住。
“芹沢ありす”の名を持つ三条通のキャバクラ嬢。
ほずにゃむ（1991年8月18日 - ）
本名：沼尻 帆泉（ぬまじり ほずみ）、読者モデル。群馬県出身。2010年8月号で初登場。
新宿歌舞伎町→六本木→新宿歌舞伎町のキャバクラ嬢。ヤンキー時代を経て高校中退後18歳でキャバクラ嬢となり、その時期に綴っていたブログが注目を集めたことから声が掛かるに至りモデル活動を開始したという。『MEN'S KNUCKLE』などの他誌にも読者モデルとして登場。

## ま行
まなか（1986年6月9日 - ）
大阪府出身。
北新地のキャバクラ嬢。以前は西中島のキャバクラ嬢であった。その本業の傍らヘアメイクの専門学校に通うなどしている。
まゆきち（1997年11月30日 - ）
神奈川県出身。まゆき、伊藤舞雪とも表記される。2022年2月WEB版の表紙モデルとなり、以降専属モデルに加入。

まりん（まりん、1994年7月25日 - ）
静岡県浜松市出身。2021年4月から加入。
バーレスク東京ダンサー、グラビアタレント、キュンキュンクリームメンバー。

圓谷はく（まるたに はく、1993年12月20日 - 、ぱくちゃん）
ヴェルージュに勤務。
みきてぃ（1986年7月22日 - ）
読者モデル。福岡県出身。関西地方在住。『小悪魔ageha』を中核としつつ他誌への露出も行う。
登場他誌は、『nuts』、『ES POSHH!』、『men's egg』、『HONEY girl』、『JELLY』、ほかフリーペーパーなど。5年間の神戸暮らしを経て、2009年末頃に大阪へ移住。
美咲（みさき、1983年12月1日 - ）
函館のキャバクラ嬢。2009年8月号が2度目の登場。18歳で夜職を始動。
以来、移籍を重ねながらも変わらず函館を生活圏としてきた。
水輝聖羅（みずき せいら、1989年1月26日 - ）
石川県出身。2008年から読者モデルとして登場開始。金沢（片町）のキャバクラ嬢。
水野智世（みずの ともよ、1988年10月21日 - ）
専属。熊本県出身。名古屋在住の一児の母。ほかにも、ABCテレビ『美女裁判』やCBCテレビ『ドリームカー倶楽部』への出演、ショーイベント『渋谷ガールズコレクション』への出場などが注目を集めてきた。
南真琴（みなみ まこと、1983年12月5日 - ）
読者モデル（2008年9月より）。栃木県出身。ヘアスタイリストとしても活動。

武藤静香（むとう しずか、1987年2月4日 - ）
専属（2006年より）。神奈川県出身。かつては10代半ば頃から後半頃までに掛けて『egg』と『Ranzuki』誌上でモデル活動。テレビやイベント等へも幅広く出演。
2008年に自ら発起したファッションブランド『Rady』は2011年に月商1億円を突破。翌2012年には東京と大阪に実店舗をオープンさせている。

桃華絵里（ももか えり、1981年8月28日 - ）
専属（2006年〜2009年）。静岡県出身。シングルマザーで、地元静岡のキャバクラに勤務しながら登場、“ももえり”の愛称をもって親しまれた。『ageモ』（すなわち専属モデル）の代表とも言われた。自身で発起した株式会社の代表取締役を担う実業家としての活動やタレント活動も著名。のちには小森純や椿姫彩菜などと並んで『EDGE STYLE』にレギュラー登場。さらに『姉ageha』にも登場し表紙を飾るなどしている。

## や行
八鍬里美（やくわ さとみ、1990年10月4日 - ）
専属（2009年より）。神奈川県出身。 以前には『ピチレモン』や『Vanilla girl』の専属モデルを務めていた。誌面への初登場はキャバクラ嬢となった18歳の頃。半年間連続で表紙を飾るという事績が注目されたほか、自身の低身長から着想を得て発起に至ったファッションブランド『michell Macaron』のデザイナー活動が新たに注目を集めるなどしている。

百合華（ゆりか、1986年5月27日 - ）
専属。京都府出身。祇園のキャバクラ嬢。『Men's SPIDER』などへの露出もあり。2010年に歌手デビューも行っている。

吉川ぐら（よしかわ ぐら、1988年11月16日 - ）
読者モデル。福岡県出身。吉川ぐりは双子の姉で、ともにキャバクラ嬢。地元の北九州市に在住し続けていたものの、姉とともに東京へ移ることを2011年暮れに発表。
吉川ぐり（よしかわ ぐり、1988年11月16日 - ）
読者モデル。福岡県出身。吉川ぐらは双子の妹で、ともにキャバクラ嬢。地元の北九州市に在住し続けていたものの、妹とともに東京へ移ることを2011年暮れに発表。

## ら行
りん（1988年8月3日 - ）
2009年7月号より専属。東京都出身。新宿歌舞伎町のキャバクラ嬢。

## わ行
渡辺かなえ（わたなべ かなえ、1985年10月12日 - ）
読者モデル。千葉県千葉市出身。 かつてはヤマンバギャルとして雑誌『egg』に登場し表紙を飾るなどしていた。のち父親の経営する運送会社に就職。大型重機を軽々と操る姿と見た目とのギャップが注目を集め、バラエティテレビ番組への露出も活発に。